# آيت إبراهيم (آيت يعقوب إيشو)
آيت إبراهيم هو دُوَّار يقع بجماعة تنوردي، إقليم ميدلت، جهة درعة تافيلالت في المملكة المغربية. ينتمي الدوّار لمشيخة آيت يعقوب إيشو التي تضم 3 دواوير. يقدر عدد سكانه بـ 290 نسمة حسب الإحصاء الرسمي للسكان والسكنى لسنة 2004.

## وصلات خارجية
- البوابة الوطنية للجماعات الترابية
- المندوبية السامية للتخطيط